# Estação Turguenevskaia
Turguenevskaia (em russo:  Тургеневская) é uma das estações da linha Kalujsko-Rijskaia (Linha 6) do Metro de Moscovo, na Rússia. Estação «Turguenevskaia» está localizada entre as estações «Kitai-Gorod» e «Sukharevskaia».